# 張楽行
張 楽行（ちょう らくこう、Zhāng Lèxíng、1811年 - 1863年2月18日）は、清末の捻軍の反乱の指導者の一人。張洛行とも。
安徽省潁州府亳州雉河集の出身。地主の家庭に生まれ、私塩の密輸を行い、任侠を好んだ。
1852年、安徽省北部で飢饉が発生すると、張楽行は龔得樹・蘇天福らとともに捻子を結成した。「捻」とは淮河北方の方言で、一本一本の糸をよりあげる、つまり人々の集まりという意味である。捻子は安徽省・河南省一帯の遊民や水運業者の間に広がっていった。そして18人の首領が集まり、張楽行を総首領に選んだ。
翌年、太平天国軍が安徽・河南を通過すると、捻軍もこれに呼応した。
1855年、雉河集で各地の捻軍の首領を集めて会合を行い、盟主に推されて「大漢盟主」と称した。黄・白・藍・黒・紅の「五旗軍制」を制定してその下に軍師・司馬・先鋒などの職を置き、「行軍条例」を定めた。安徽省北部・河南省東部・江蘇省北部を転戦し、拠点を作らなかったため、清軍は捕捉することはできなかった。
1857年に捻軍は太平天国と会合して、その指導を受けることとなった。張楽行は天王洪秀全より征北主将、後には沃王に封ぜられ、陳玉成とともに河南省・山東省・安徽省・江蘇省を転戦した。
1862年、太平天国が安徽省北部の拠点を失うと形勢が悪化するようになった。冬にはセンゲリンチン（僧格林沁）が淮河北方の捻軍の基地を攻撃をはじめ、翌1863年2月、捻軍は雉河集の戦いで敗れ、張楽行は捕えられ亳州で処刑された。
その後は梁王張宗禹が跡を継いだ。